# Alona Bondarenko
Pour les articles homonymes, voir Bondarenko.
Ne pas confondre avec Kateryna Bondarenko, sa sœur cadette également joueuse de tennis.
Alona Bondarenko, née le 13 août 1984 à Kryvyï Rih, est une joueuse de tennis ukrainienne, professionnelle sur le circuit WTA de 1999 à 2011.
Elle compte six titres à son palmarès : deux en simple et quatre en double dames, dont l'Open d'Australie en 2008 aux côtés de sa sœur cadette Kateryna.

## Palmarès

### Titres en simple dames
| No | Date       | Nom et lieu du tournoi           | Catégorie | Dotation  | Surface    | Finaliste           | Score    |          |
| -- | ---------- | -------------------------------- | --------- | --------- | ---------- | ------------------- | -------- | -------- |
| 1  | 25/09/2006 | FORTIS Championships, Luxembourg | Tier II   | 600 000 $ | Dur (int.) | Francesca Schiavone | 6-3, 6-2 | Parcours |
| 2  | 11/01/2010 | Moorilla International, Hobart   | Intern'l  | 220 000 $ | Dur (ext.) | Shahar Peer         | 6-2, 6-4 | Parcours |

### Finales en simple dames
| No | Date       | Nom et lieu du tournoi    | Catégorie | Dotation  | Surface      | Vainqueure         | Score          |          |
| -- | ---------- | ------------------------- | --------- | --------- | ------------ | ------------------ | -------------- | -------- |
| 1  | 07/02/2005 | Hyderabad Open, Hyderabad | Tier IV   | 140 000 $ | Dur (ext.)   | Sania Mirza        | 6-4, 5-7, 6-3  | Parcours |
| 2  | 30/04/2007 | J&S Cup, Varsovie         | Tier II   | 600 000 $ | Terre (ext.) | Justine Henin      | 6-1, 6-3       | Parcours |
| 3  | 18/05/2009 | Warsaw Open, Varsovie     | Premier   | 600 000 $ | Terre (ext.) | Alexandra Dulgheru | 7-63, 3-6, 6-0 | Parcours |

### Titres en double dames
| No | Date       | Nom et lieu du tournoi    | Catégorie | Dotation    | Surface      | Partenaire          | Finalistes                      | Score         |          |
| -- | ---------- | ------------------------- | --------- | ----------- | ------------ | ------------------- | ------------------------------- | ------------- | -------- |
| 1  | 22/05/2006 | Istanbul Cup Istanbul     | Tier III  | 200 000 $   | Terre (ext.) | Anastasiya Yakimova | Sania Mirza Alicia Molik        | 6-2, 6-4      | Parcours |
| 2  | 14/01/2008 | Australian Open Melbourne | G. Chelem | 8 000 000 $ | Dur (ext.)   | Kateryna Bondarenko | Victoria Azarenka Shahar Peer   | 2-6, 6-1, 6-4 | Parcours |
| 3  | 04/02/2008 | Open Gaz de France Paris  | Tier II   | 600 000 $   | Dur (int.)   | Kateryna Bondarenko | Eva Hrdinová Vladimíra Uhlířová | 6-1, 6-4      | Parcours |
| 4  | 13/07/2009 | ECM Open Prague           | Intern'l  | 220 000 $   | Terre (ext.) | Kateryna Bondarenko | Iveta Benešová B. Z. Strýcová   | 6-1, 6-2      | Parcours |

### Finales en double dames
| No | Date       | Nom et lieu du tournoi        | Catégorie | Dotation  | Surface      | Vainqueures                       | Partenaire          | Score     |          |
| -- | ---------- | ----------------------------- | --------- | --------- | ------------ | --------------------------------- | ------------------- | --------- | -------- |
| 1  | 12/01/2009 | Moorilla International Hobart | Intern'l  | 220 000 $ | Dur (ext.)   | Gisela Dulko Flavia Pennetta      | Kateryna Bondarenko | 6-2, 7-64 | Parcours |
| 2  | 06/07/2009 | GDF Suez Grand Prix Budapest  | Intern'l  | 220 000 $ | Terre (ext.) | Alisa Kleybanova Monica Niculescu | Kateryna Bondarenko | 6-4, 7-65 | Parcours |

## Parcours en Grand Chelem

### En simple dames
| Année | Open d'Australie                                        | Open d'Australie                                        | Internationaux de France                             | Internationaux de France                               | Wimbledon       | Wimbledon           | US Open         | US Open             |
| ----- | ------------------------------------------------------- | ------------------------------------------------------- | ---------------------------------------------------- | ------------------------------------------------------ | --------------- | ------------------- | --------------- | ------------------- |
| 2003  | Q2 \|\| style="text-align:left" \| Lina Krasnoroutskaya | Q1 \|\| style="text-align:left" \| María Emilia Salerni | Q1 \|\| style="text-align:left" \| Kristina Brandi   | Q2 \|\| style="text-align:left" \| Alina Jidkova       |                 |                     |                 |                     |
| 2004  | Q1 \|\| style="text-align:left" \| Shenay Perry         | Q1 \|\| style="text-align:left" \| Natalie Grandin      | Q2 \|\| style="text-align:left" \| Angelique Widjaja | Q3 \|\| style="text-align:left" \| Anna-Lena Grönefeld |                 |                     |                 |                     |
| 2005  | 1er tour (1/64)                                         | Elena Dementieva                                        | 1er tour (1/64)                                      | Sesil Karatantcheva                                    | 3e tour (1/16)  | Nathalie Dechy      | 1er tour (1/64) | Ai Sugiyama         |
| 2006  | 1er tour (1/64)                                         | Karolina Šprem                                          | 1er tour (1/64)                                      | Francesca Schiavone                                    | 1er tour (1/64) | Meghann Shaughnessy | 2e tour (1/32)  | Anna Chakvetadze    |
| 2007  | 3e tour (1/16)                                          | Kim Clijsters                                           | 2e tour (1/32)                                       | Karin Knapp                                            | 3e tour (1/16)  | Patty Schnyder      | 3e tour (1/16)  | Venus Williams      |
| 2008  | 2e tour (1/32)                                          | Caroline Wozniacki                                      | 1er tour (1/64)                                      | Petra Cetkovská                                        | 2e tour (1/32)  | Barbora Strýcová    | 3e tour (1/16)  | Venus Williams      |
| 2009  | 3e tour (1/16)                                          | Svetlana Kuznetsova                                     | 1er tour (1/64)                                      | Dominika Cibulková                                     | 1er tour (1/64) | Elena Baltacha      | 2e tour (1/32)  | Gisela Dulko        |
| 2010  | 4e tour (1/8)                                           | Zheng Jie                                               | 3e tour (1/16)                                       | Jelena Janković                                        | 3e tour (1/16)  | Jelena Janković     | 3e tour (1/16)  | Francesca Schiavone |
| 2011  | -                                                       | -                                                       | 1er tour (1/64)                                      | Jelena Janković                                        | 1er tour (1/64) | Jarmila Gajdošová   | 1er tour (1/64) | Sabine Lisicki      |

À droite du résultat, l’ultime adversaire.

### En double dames
| Année | Open d'Australie              | Open d'Australie            | Internationaux de France      | Internationaux de France   | Wimbledon                     | Wimbledon                  | US Open                       | US Open                    |
| ----- | ----------------------------- | --------------------------- | ----------------------------- | -------------------------- | ----------------------------- | -------------------------- | ----------------------------- | -------------------------- |
| 2005  | 2e tour (1/16) E. Gagliardi   | L. Davenport C. Morariu     | -                             | -                          | 1er tour (1/32) An. Rodionova | Likhovtseva V. Zvonareva   | -                             | -                          |
| 2006  | -                             | -                           | 3e tour (1/8) Yuliana Fedak   | Květa Peschke F. Schiavone | 1er tour (1/32) K. Bondarenko | Liezel Huber Navrátilová   | 2e tour (1/16) K. Bondarenko  | Květa Peschke F. Schiavone |
| 2007  | 2e tour (1/16) K. Bondarenko  | A.-L. Grönefeld Shaughnessy | 2e tour (1/16) K. Bondarenko  | J. Husárová Shaughnessy    | 2e tour (1/16) K. Bondarenko  | Alicia Molik M. Santangelo | 2e tour (1/16) K. Bondarenko  | Chan Yung-jan Chuang C-j.  |
| 2008  | Victoire K. Bondarenko        | V. Azarenka Shahar Peer     | 1/2 finale K. Bondarenko      | C. Dellacqua F. Schiavone  | -                             | -                          | 3e tour (1/8) K. Bondarenko   | Lisa Raymond S. Stosur     |
| 2009  | 1er tour (1/32) K. Bondarenko | Gisela Dulko Roberta Vinci  | 2e tour (1/16) K. Bondarenko  | B. Mattek Nadia Petrova    | 1er tour (1/32) K. Bondarenko | Jocelyn Rae Melanie South  | 1er tour (1/32) K. Bondarenko | V. Azarenka V. Zvonareva   |
| 2010  | 1er tour (1/32) K. Bondarenko | Gisela Dulko F. Pennetta    | 1/4 de finale K. Bondarenko   | Květa Peschke K. Srebotnik | 1er tour (1/32) K. Bondarenko | M. Niculescu Shahar Peer   | 2e tour (1/16) K. Bondarenko  | Liezel Huber Nadia Petrova |
| 2011  | -                             | -                           | 1er tour (1/32) K. Bondarenko | Liezel Huber Lisa Raymond  | -                             | -                          | 2e tour (1/16) K. Bondarenko  | Květa Peschke K. Srebotnik |

Sous le résultat, la partenaire ; à droite, l’ultime équipe adverse.

### En double mixte
| Année | Open d'Australie         | Open d'Australie          | Internationaux de France | Internationaux de France | Wimbledon | Wimbledon | US Open | US Open |
| 2009  | 1er tour (1/16) André Sá | Alizé Cornet Marcelo Melo | -                        | -                        | -         | -         | -       | -       |

Sous le résultat, le partenaire ; à droite, l’ultime équipe adverse.

## Parcours en «Premier Mandatory» et «Premier 5»
Découlant d'une réforme du circuit WTA inaugurée en 2009, les tournois WTA « Premier Mandatory » et « Premier 5 » constituent les catégories d'épreuves les plus prestigieuses, après les quatre levées du Grand Chelem.

### En simple dames
| Année |              | Premier Mandatory           | Premier Mandatory           | Premier Mandatory       | Premier Mandatory            |       | Premier 5 | Premier 5                   | Premier 5                    | Premier 5                    | Premier 5                    | Premier 5 | Premier 5                    |
| Année | Indian Wells | Miami                       | Madrid                      | Pékin                   |                              | Dubaï | Rome      | Canada                      | Cincinnati                   |                              | Tokyo                        |           |                              |
| Année | Indian Wells | Miami                       | Madrid                      | Pékin                   |                              | Doha  | Rome      | Canada                      | Cincinnati                   |                              | Wuhan                        |           |                              |
| Année | Indian Wells | Miami                       | Madrid                      | Pékin                   |                              |       | Rome      | Canada                      | Cincinnati                   |                              |                              |           |                              |
| 2009  |              | 2e tour (1/32) N. Vaidišová | 2e tour (1/32) N. Vaidišová | 1/4 de finale D. Safina | 3e tour (1/8) S. Kuznetsova  |       |           | 2e tour (1/16) A. Medina    | 1er tour (1/32) A. Radwańska | 3e tour (1/8) S. Williams    | 2e tour (1/16) D. Hantuchová |           | 1er tour (1/32) V. Dushevina |
| 2010  |              | 2e tour (1/32) Peng S.      | 2e tour (1/32) G. Dulko     | 3e tour (1/8) Li N.     | 2e tour (1/16) N. Petrova    |       |           | 1er tour (1/32) A. Petkovic |                              | 1er tour (1/32) J. Gajdošová | 2e tour (1/16) M. Bartoli    |           | 2e tour (1/16) J. Janković   |
| 2011  |              |                             |                             |                         | 1er tour (1/32) S. Arvidsson |       |           |                             |                              | 1er tour (1/32) S. Williams  | 2e tour (1/16) M. Bartoli    |           |                              |

Sous le résultat, l’ultime adversaire.

### En double dames
N.B. : le nom de la partenaire se trouve sous le résultat ; le nom des ultimes adversaires se trouve à droite.

## Parcours aux Jeux olympiques

### En simple dames
| # | Date       | Nom de l'olympiade         | Surface    | Résultat       | Ultime adversaire | Score    |          |
| - | ---------- | -------------------------- | ---------- | -------------- | ----------------- | -------- | -------- |
| 1 | 11/08/2008 | Olympic Tennis Event Pékin | Dur (ext.) | 2e tour (1/16) | Jelena Janković   | 7-5, 6-1 | Parcours |

### En double dames
| # | Date       | Nom de l'olympiade         | Surface    | Résultat                 | Partenaire          | Ultimes adversaires | Score    |          |
| - | ---------- | -------------------------- | ---------- | ------------------------ | ------------------- | ------------------- | -------- | -------- |
| 1 | 11/08/2008 | Olympic Tennis Event Pékin | Dur (ext.) | 4e place (petite finale) | Kateryna Bondarenko | Yan Zi · Zheng Jie  | 6-2, 6-2 | Parcours |

## Parcours en Fed Cup
| #                                                                | Date       | Lieu          | Surface      | Gagnante(s)                          | Perdante(s)                    | Score         |          |
|                                                                  |            |               |              |                                      |                                |               |          |
| 2007 - Barrage (groupe mondial II) - Australie - Ukraine - 1 : 4 |            |               |              |                                      |                                |               |          |
| 1                                                                | 14/07/2007 | Ashmore       | Dur (ext.)   | Alona Bondarenko                     | Alicia Molik                   | 6-3, 6-4      | Parcours |
| 1                                                                | 14/07/2007 | Ashmore       | Dur (ext.)   | Alona Bondarenko                     | Nicole Pratt                   | 7-5, 6-4      | Parcours |
|                                                                  |            |               |              |                                      |                                |               |          |
| 2008 - 1er tour (groupe mondial II) - Ukraine - Belgique - 3 : 2 |            |               |              |                                      |                                |               |          |
| 2                                                                | 02/02/2008 | Kharkiv       | Terre (int.) | Alona Bondarenko                     | Kirsten Flipkens               | 6-1, 6-2      | Parcours |
| 2                                                                | 02/02/2008 | Kharkiv       | Terre (int.) | Yanina Wickmayer                     | Alona Bondarenko               | 6-3, 6-4      | Parcours |
| 2                                                                | 02/02/2008 | Kharkiv       | Terre (int.) | Alona Bondarenko Kateryna Bondarenko | Caroline Maes Yanina Wickmayer | 6-2, 6-3      | Parcours |
|                                                                  |            |               |              |                                      |                                |               |          |
| 2008 - Barrage (groupe mondial I) - Italie - Ukraine - 3 : 2     |            |               |              |                                      |                                |               |          |
| 3                                                                | 26/04/2008 | Olbia         | Terre (ext.) | Alona Bondarenko                     | Karin Knapp                    | 6-3, 6-3      | Parcours |
| 3                                                                | 26/04/2008 | Olbia         | Terre (ext.) | Francesca Schiavone                  | Alona Bondarenko               | 7-5, 6-3      | Parcours |
|                                                                  |            |               |              |                                      |                                |               |          |
| 2009 - 1er tour (groupe mondial II) - Ukraine - Israël - 3 : 2   |            |               |              |                                      |                                |               |          |
| 4                                                                | 07/02/2009 | Kharkiv       | Dur (int.)   | Alona Bondarenko                     | Tzipora Obziler                | 6-4, 6-4      | Parcours |
| 4                                                                | 07/02/2009 | Kharkiv       | Dur (int.)   | Shahar Peer                          | Alona Bondarenko               | 4-6, 7-5, 6-4 | Parcours |
| 4                                                                | 07/02/2009 | Kharkiv       | Dur (int.)   | Alona Bondarenko Kateryna Bondarenko | Tzipora Obziler Shahar Peer    | 6-3, 6-2      | Parcours |
|                                                                  |            |               |              |                                      |                                |               |          |
| 2009 - Barrage (groupe mondial I) - Argentine - Ukraine - 0 : 5  |            |               |              |                                      |                                |               |          |
| 5                                                                | 25/04/2009 | Mar del Plata | Terre (ext.) | Alona Bondarenko                     | María Irigoyen                 | 6-3, 6-3      | Parcours |
| 5                                                                | 25/04/2009 | Mar del Plata | Terre (ext.) | Alona Bondarenko                     | Jorgelina Cravero              | 6-1, 6-2      | Parcours |
|                                                                  |            |               |              |                                      |                                |               |          |
| 2010 - 1/4 de finale (groupe mondial) - Ukraine - Italie - 1 : 4 |            |               |              |                                      |                                |               |          |
| 6                                                                | 06/02/2010 | Kharkiv       | Dur (int.)   | Alona Bondarenko                     | Francesca Schiavone            | 6-1, 6-4      | Parcours |
| 6                                                                | 06/02/2010 | Kharkiv       | Dur (int.)   | Flavia Pennetta                      | Alona Bondarenko               | 7-5, 7-63     | Parcours |
|                                                                  |            |               |              |                                      |                                |               |          |
| 2010 - Barrage (groupe mondial I) - Ukraine - Australie - 0 : 5  |            |               |              |                                      |                                |               |          |
| 7                                                                | 24/04/2010 | Kharkiv       | Terre (int.) | Anastasia Rodionova                  | Alona Bondarenko               | 0-6, 6-3, 7-5 | Parcours |

## Classements WTA en fin de saison

### En simple
| Année | 1999 | 2000 | 2001 | 2002 | 2003 | 2004 | 2005 | 2006 | 2007 | 2008 | 2009 | 2010 | 2011 |
| Rang  | 652  | 493  | 378  | 191  | 190  | 126  | 73   | 32   | 22   | 32   | 33   | 36   | 253  |

Source : (en) « Classements de Alona Bondarenko », sur le site officiel du WTA Tour

### En double
| Année | 1999 | 2000 | 2001 | 2002 | 2003 | 2004 | 2005 | 2006 | 2007 | 2008 | 2009 | 2010 | 2011 |
| Rang  | 486  | 386  | 353  | 283  | 235  | 137  | 147  | 51   | 53   | 11   | 39   | 104  | 249  |

Source : (en) « Classements de Alona Bondarenko », sur le site officiel du WTA Tour